# أولاد علي (أقرمود)
أولاد علي هي إحدى مشيخات المملكة المغربية، تتبع جغرافيا لإقليم الصويرة وإداريًا لأقرمود. يقدر عدد سكانها بـ 7909 نسمة حسب الإحصاء الرسمي للسكان والسكنى لسنة 2004.